# Solon (Alts Pirineus)
Solon (en francès Soulom) és un municipi francès situat al departament dels Alts Pirineus i a la regió d'Occitània.

## Demografia
| 1962                                       | 1968 | 1975 | 1982 | 1990 | 1999 | 2007 |
| ------------------------------------------ | ---- | ---- | ---- | ---- | ---- | ---- |
| 448                                        | 521  | 356  | 342  | 264  | 247  | 264  |
| Des de 1962: població sense dobles comptes |      |      |      |      |      |      |

## Administració
| Període | Identitat     | Partit |
| ------- | ------------- | ------ |
| 2001-   | Xavier Macias |        |